# Lobelia anatina
Lobelia anatina är en klockväxtart som beskrevs av Franz Elfried Wimmer. Lobelia anatina ingår i släktet lobelior, och familjen klockväxter. Inga underarter finns listade i Catalogue of Life.